# Зеленівська сільська рада (Новомиколаївський район)
| Зеленівська сільська рада — колишній орган місцевого самоврядування у Новомиколаївському районі Запорізької області з адміністративним центром у с. Зелене. Історична дата утворення: в 1943 році. Сільській раді були підпорядковані населені пункти: - с. Зелене - с. Благодатне - с. Нове Поле - с. Новокасянівка - с. Рибальське - с. Шевченківське |

## Склад ради
Рада складалася з 12 депутатів та голови.

### Керівний склад ради
| ПІБ                       | Основні відомості                                                 | Дата обрання | Дата звільнення |
| ------------------------- | ----------------------------------------------------------------- | ------------ | --------------- |
| Меркулов Ігор Миколайович | Сільський голова, 1967 року народження, освіта, безпартійний      | 26.03.2006   | 31.10.2010      |
| Меркулов Ігор Миколайович | Сільський голова, 1967 року народження, освіта вища, безпартійний | 31.10.2010   |                 |

Примітка: таблиця складена за даними джерела